# Mauna Kea Beach Hotel
El Mauna Kea Beach Hotel es una propiedad hotelera en la costa de Kohala de la isla de Hawái (Estados Unidos). Se encuentra en Kaunaoa Bay. El American Institute of Architects (AIA) le otorgó un Premio de Honor en 1967 citando sus "detalles sobrios y finas secuencias espaciales". En 2007 la AIA realizó una encuesta para determinar la lista America's Favorite Architecture con los 150 edificios favoritos en Estados Unidos; el Mauna Kea Beach Hotel ocupa en esta el puesto 55.

## Historia
El Mauna Kea Beach Hotel fue desarrollado y construido por Laurance S. Rockefeller tras pasar una temporada en el lugar en 1960. Rockefeller arrendó la ubicación al propietario de Parker Ranch, Richard Smart. El hotel lleva el nombre del volcán Mauna Kea, que es visible sobre la bahía cuando no está oscurecido por las nubes.
Para la construcción se contrató a la firma Skidmore, Owings and Merrill y el arquitecto Edward Charles Bassett diseñó la estructura, de estilo moderno. El diseño al aire libre permitió la ventilación natural de los vientos alisios, aunque las habitaciones tenían aire acondicionado. Se construyeron hoteles con diseños similares a lo largo de la costa de Kohala durante las próximas décadas.
El diseño interior fue concebido por Davis Allen de Skidmore, Owings & Merrill, con la ayuda de Margo Grant Walsh. Incluía textiles tradicionales, tallas, objetos de metal y cerámica de Hawái, las islas del Pacífico y el Sudeste Asiático. Richard Joseph, el escritor de viajes de la revista Esquire, comparó el hotel con "pasear por un museo al aire libre y una galería de arte, pasando por colchas hawaianas colgadas como tapices, tambores ceremoniales de bronce y cajas de pergaminos rojos y dorados de Tailandia, pergaminos japoneses y chinos y pinturas, tallas y máscaras de Nueva Guinea".
El campo de golf, diseñado por Robert Trent Jones, abrió en 1964 y el propio Mauna Kea Beach Hotel abrió sus puertas el 24 de julio de 1965, operado por la compañía hotelera RockResorts de Rockefeller. El hotel operó sin televisores en las habitaciones hasta 1995. En 1978, Rockefeller le vendió la propiedad a United Airlines. United colocó el hotel en su división Western International Hotels, que pasó a llamarse Westin Hotels en 1981. El hotel en sí pasó a llamarse The Westin Mauna Kea durante gran parte de la década de 1980. 
Fue comprado en 1990 por Yoshiaki Tsutsumi de Seibu Railway y desde entonces ha sido administrado por una de sus empresas, Prince Hotels. El hotel cerró en 1994 para una renovación de dos años. En agosto de ese año, se abrió un hotel hermano en la propiedad, el Hapuna Beach Prince Hotel. El Mauna Kea Beach Hotel reabrió sus puertas en enero de 1996 De 1996 a 2001, los hoteles Prince en Hawái y Alaska fueron franquiciados a Westin Hotels, y el hotel se reincorporó a la cadena durante cinco años como The Westin Mauna Kea Beach Hotel.
El Mauna Kea Beach Hotel cerró debido al daño estructural causado por el terremoto de 2006 en la bahía de Kiholo. Tras una renovación de 150 millones de dólares, reabrió en marzo de 2009, con una reapertura suave el 20 de diciembre de 2008. El hotel se unió a la división Autograph Collection Hotels de Marriott en 2015.